# Diamondův model kokosu
Diamondův model kokosu je ekonomický model vytvořený americkým ekonomem a laureátem Nobelovy ceny Peterem Diamondem, který analyzuje ekonomii hledání, ve které obchodníci nemohou okamžitě najít partnery. Tento model byl poprvé představen v roce 1982 v článku v časopisu Journal of Political Economy. Hlavní tezí tohoto modelu je, že lidská očekávání, co se součinné aktivity týká, hrají klíčovou roli v definování úrovně této součinné aktivity. Častý výklad jejího závěru, když je aplikovaná na trh práce, je, že takzvaná přirozená míra nezaměstnanosti nemusí být unikátní (může existovat kontinuum „přirozených měr“) a i když je unikátní, nemusí nutně být výkonná. Diamondův model byl zajímavý pro neokeynesiánské ekonomiky, kteří na něj nahlíželi jako na potenciální zdroj koordinačního kolapsu (coordination failure), který může způsobit neschopnost trhů se vyčistit.
Tento model je pojmenovaný podle konceptu, na kterém ho Diamond ukázal. Představoval si ostrov (uzavřenou ekonomiku), obydlený jedinci, kteří konzumují pouze kokosové ořechy. Kokosy jsou získávány sběrem (jsou „produkovány“) z palem za určitou cenu. Vzhledem k určitému tabu na ostrově člověk, který kokosový ořech získal, nemůže ten samý ořech zkonzumovat. Musí nalézt jiného člověka s kokosovým ořechem a jen tehdy je jim dovoleno vyměnit si jejich kokosové ořechy a sníst je. Pointa je následující: lézt na palmový strom je náročné a když už jej jedinec nalezne bude ochoten na něj vylézt a utrhnout ořech jen pokud je na ostrově dostatečně vysoký počet ostatních jedinců, kteří jsou ochotni učinit totéž. Pokud se nikdo jiný nebude snažit získat kokosové ořechy, nebudou k dispozici žádní potenciální obchodní partneři, čímž se stane lezení na strom a získávání ořechů zcela bezpředmětné. Tudíž to, co si každý z jedinců myslí, že ostatní jedinci udělají, hraje klíčovou roli v určení konečného výsledku. Výsledkem je, že lidské očekávání (plně racionální) se stává sebenaplňující předpovědí a ekonomika se může sestávat z vícera těžišť, z nichž většina, pokud ne všechny, je charakterizována nevýkonností.

## Populační proudy v modelu
Subjekty v tomto modelu se vždy nacházejí ve jedné ze dvou fází. Buď v danou chvíli hledají, s kým svůj kokosový ořech vyměnit, nebo právě hledají kokosovou palmu, ze které by jeden mohli utrhnout. Počet subjektů, kteří mají kokosový ořech v čase t je označen {\displaystyle e(t)} (podle anglického employed, zaměstnaný). Subjekty hledají obchodní partnery v míře {\displaystyle b(e(t))} a v tu chvíli si mění kokosové ořechy, zaznamenají zisk y a stanou se „hledači“.
Skutečnost že pravděpodobnost nalezení obchodního partnera se zvyšuje s počtem lidí, kteří už kokosový ořech mají – matematicky {\displaystyle b'(e)>0}– představuje „hustou tržní externalitu“; s tím, že čím „hustší“ je trh co do počtu potenciálních obchodníků, tím víc obchodů proběhne. To zahrnuje externalitu, protože každý člověk, který se rozhodne utrhnout kokosový ořech tak činí pouze za účelem svého vlastního zájmu, avšak fakt, že tak činí, má dopad na celkový sociální výsledek.
Lidé, kteří v současné chvíli hledají kokosovou palmu, ji najdou náhodnou rychlostí {\displaystyle f}. To znamená, že nalezení kokosové palmy odpovídá Poissonovu rozdělení charakterizovanému parametrem {\displaystyle f}. Jestliže je celková populace normalizována na 1 (proto {\displaystyle e(t)} je podíl populace, která je zaměstnaná), pak počet “hledačů” v této ekonomice je {\displaystyle 1-e(t)}.

## Hodnota vlastnictví kokosu nebo jeho hledání
Každý stav se dá považovat za formu majetku, tedy například vlastnění kokosu je majetek. Současná diskontovaná hodnota majetku záleží na výhodách a nákladech vzniklých ve chvíli, kdy člověk najde obchodního partnera či kokosovou palmu (což odpovídá jednorázové výplatě dividendy) a kapitálovém zisku (nebo ztrátě), který je zapojen do změn stavů, když se objeví obchod či sbírání kokosů. Navíc hodnota majetku může ze stálého stavu v průběhu času kolísat.
Matematicky je současná diskontovaná hodnota vlastnění kokosu vyjádřena takto:
{\displaystyle rV_{e}=b(e)(y+V_{u}-V_{e})+{\frac {dV_{e}}{dt}}}
přičemž {\displaystyle V_{e}} je hodnota vlastnění kokosu, {\displaystyle V_{u}}vyjadřuje stav “hledání kokosové palmy”, {\displaystyle y} je zisk, který má být dosažen při nalezení obchodního partnera a {\displaystyle r}je diskontní sazba, která měří netrpělivost jedince. Obdobně je vyjádřena současná diskontní hodnota hledání kokosové palmy:
{\displaystyle rV_{u}=f(-E(c)+V_{e}-V_{u})+{\frac {dV_{u}}{dt}}}
přičemž {\displaystyle f} je rychlost, kterou hledači nacházejí palmové stromy a {\displaystyle E(c)} je očekávaná hodnota energie potřebné na vylezení palmy, jakmile je nalezena.

## Jednoduchá matematická verze modelu
V nejjednodušší verzi Diamondova modelu je pravděpodobnost nalezení obchodního partnera (jiného člověka, nesoucího kokos) totožná s částí populace aktuálně vlastnící kokos, {\displaystyle b(e)=e}. Hodnota energie, potřebné k obstarání kokosu je konstantou {\displaystyle c}(předpokládá se, že všechny stromy jsou stejně vysoké).
Vývoj počtu lidí, kteří v tomto okamžiku mají kokos a hledají obchodní partnery je stanoven takto:
{\displaystyle {\frac {de}{dt}}=f(1-e)-b(e)e=f(1-e)-e^{2}} pokud se každý hledač, který nalezne palmu, rozhodne na ní vylézt a získat tak kokos a
{\displaystyle {\frac {de}{dt}}=-e^{2}} pokud se každý hledač, který nalezne palmu, rozhodne nezískat kokos, když se mu dostane této možnosti.
V první rovnici {\displaystyle f(1-e)}je přesný počet lidí, kterým se v určitý čas {\displaystyle t}podaří najít palmu („příliv“ vlastníků kokosů), zatímco {\displaystyle e^{2}}je počet dřívějších vlastníků kokosů, kteří úspěšně našli obchodního partnera, a proto se vrátili do stadia hledání („odliv“). V druhé rovnici se, jelikož nikdo neleze na strom a netrhá kokosy, počet vlastníků kokosů postupem času jednoduše snižuje.

### Stálý stav
Ve stálém stavu této ekonomiky musí být počet hledačů a počet vlastníků kokosů konstantní, {\displaystyle {\frac {de}{dt}}=0}. Vzhledem k tomu existují dva možné stálé stavy v jednoduché verzi tohoto modelu. „Špatný“ výsledný stav, kdy nikdo z těch, kteří naleznou palmu, nesklidí kokos, takže {\displaystyle e*=0}a vnitřní rovnovážný stav {\displaystyle e^{*}=(1/2)(-f+{\sqrt {f^{2}+4f}})}. Špatný výsledný stav nastane, pokud každý, kdo nalezne palmu bude věřit, že množství ostatních lidí, kteří sklidí kokos, nebude dostatečné, a proto se jim nevyplatí, aby sami kokos sklidili. Toto se potom stane pesimistickou a sebenaplňující se vírou.
Zda je dobrý výsledek možný záleží na hodnotách parametrů, jelikož ty rozhodují o hodnotě každého majetku ve stálém stavu. V tomto případě bude hodnota majetků konstantní, takže {\displaystyle {\frac {dV_{e}}{dt}}={\frac {dV_{u}}{dt}}=0}, můžeme tedy vyřešit pro rozdíl {\displaystyle V_{e}}a {\displaystyle V_{u}}:
{\displaystyle V_{e}-V_{u}={\frac {ey+fc}{r+e+f}}}
Aby se vyplatilo vylézt na palmu, musí být tento rozdíl větší než hodnota energie, vynaložené lezením na palmu. Pokud {\displaystyle e^{*}=0}, máme {\displaystyle fc/(r+f)>c} což znamená že nikdo nebude chtít sklízet kokosy. {\displaystyle e=0} je tedy skutečně rovnovážným stavem. V opačném případě potřebujeme {\displaystyle e>{\frac {rc}{y-c}}}. Je nutné si všimnou že {\displaystyle e}je nezávislé na {\displaystyle f}, zatímco {\displaystyle e^{*}}, stanovené výše, je funkcí pouze pro {\displaystyle f}. To znamená, že kritická hodnota {\displaystyle e}může být nad nebo pod hodnotou „dobrého“ stálého stavu. Pokud je energie, potřebná na vylezení na strom vysoká, nebo pokud jsou činitelé velmi netrpěliví (vysoké {\displaystyle r}), pak {\displaystyle e=0}bude jediným rovnovážným stavem. Pokud {\displaystyle c}a {\displaystyle r}jsou nízké, budou existovat dva rovnovážné stavy, a ve kterém ekonomie skončí bude záležet na počátečních podmínkách (úroveň zaměstnanosti, se kterou ekonomika začíná).  